# Fellines
Fellines és un veïnat del municipi de Viladasens (Gironès). Fins al 1846 havia estat municipi independent, quan va ser agregat a Viladasens. El seu principal edifici és l'església romànica de Sant Martí, envoltada de diverses cases.
Durant l'excavació de les obres de l'autopista AP7, a prop de la Creu de Fellines, es van excavar mitja dotzena de cabanes dels segles III-II aC que pertanyien a un petit centre de producció de ceràmica emporitana i ibèrica.
A dins del terme de Vilademuls, però a prop del límit municipal, hi ha l'anomenada torre de telegrafia òptica de Fellines, que pertanyia a la línia entre Girona i La Jonquera, operativa només durant un pocs anys a mitjans del Segle XIX.
Altres elements destacats són el turó de Fellines i la masia de Can Sanç. L'autopista AP-7 i la línia MAT la travessen de nord a sud pel cantó occidental.